# 波多打川
波多打川（はたうちがわ）は、静岡県静岡市清水区を流れる二級河川。庵原川と興津川に挟まれた流域を持つ。

## 概要
静岡市清水区茂畑の高根山（標高504m）に源を発し、丘陵地の谷底平野を蛇行しながら南下して、興津埠頭脇で清水港へ注ぐ。
流域はほぼ庵原山地からなり、上流域では茂畑・広瀬の集落を縦断し、中流域で東名高速道路・東海道新幹線の下を潜った後、下流域では興津清見寺町と横砂東町の間を縦断する。
波多打川河口は、大正15年から昭和41年に『袖師海水浴場』として親しまれ、現在も水遊びや魚釣りの場として利用されている。
また、昭和30年以降、本格的な改修は実施されておらず、河道や流域には豊かな自然や昔ながらの原風景が多く残っている。

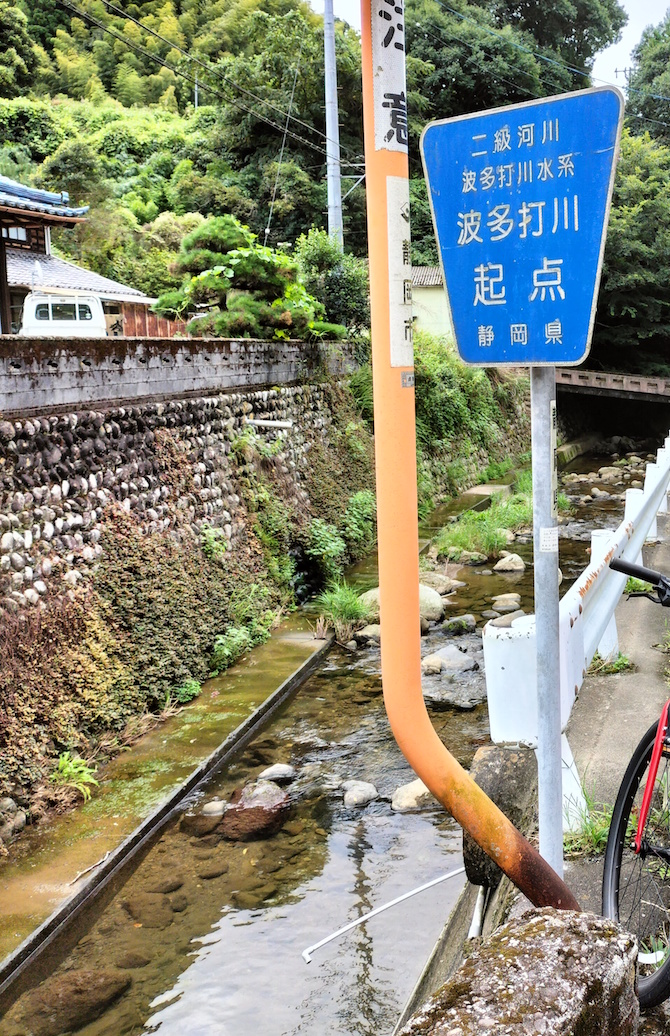
波多打川管理起点（標高147m・2022年9月撮影）
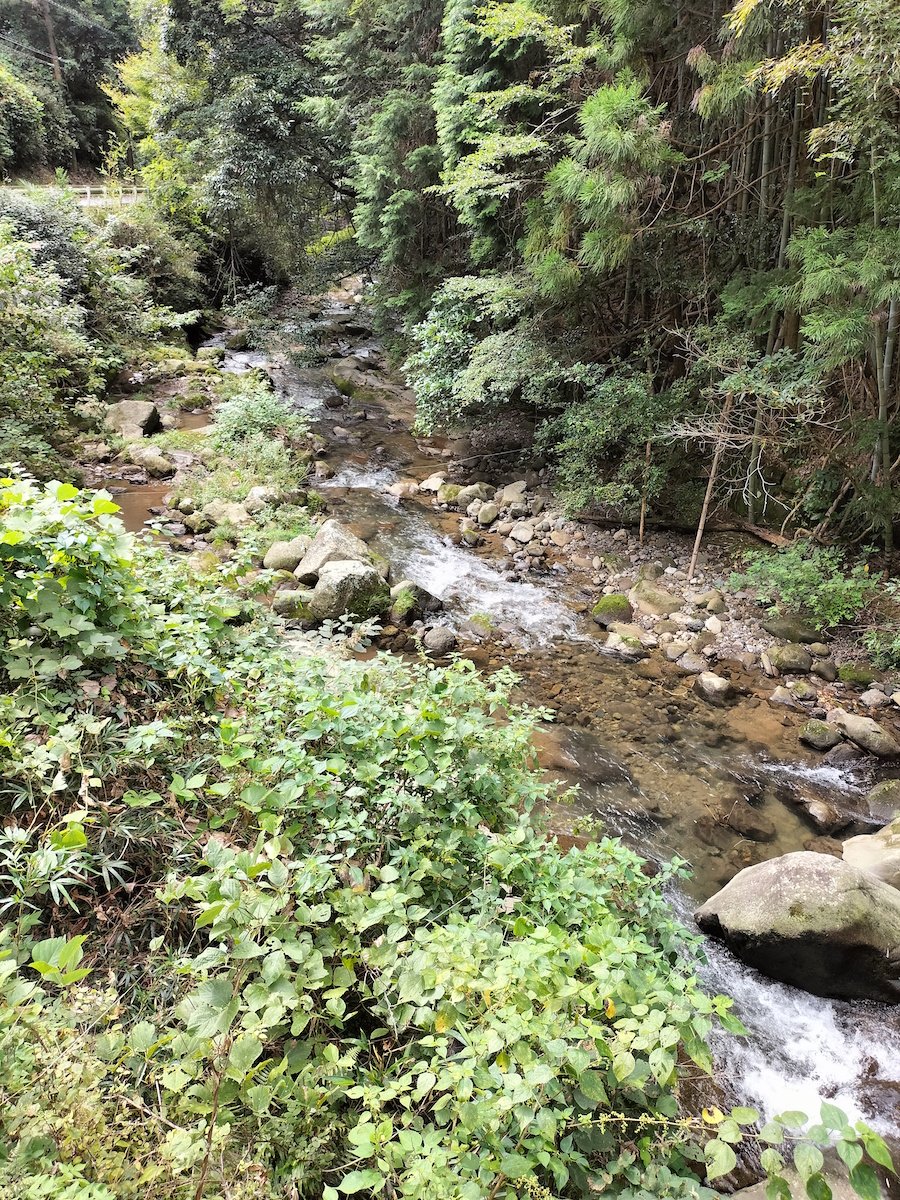
波多打川上流（標高72m・2022年9月撮影）
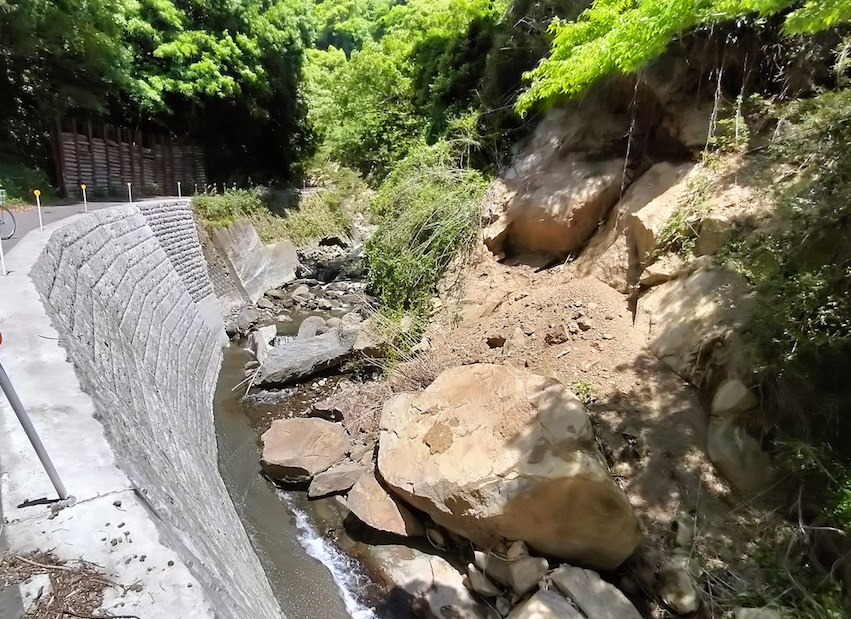
巨石が崩れ落ちた波多打川中流（標高28m・2023年5月撮影）
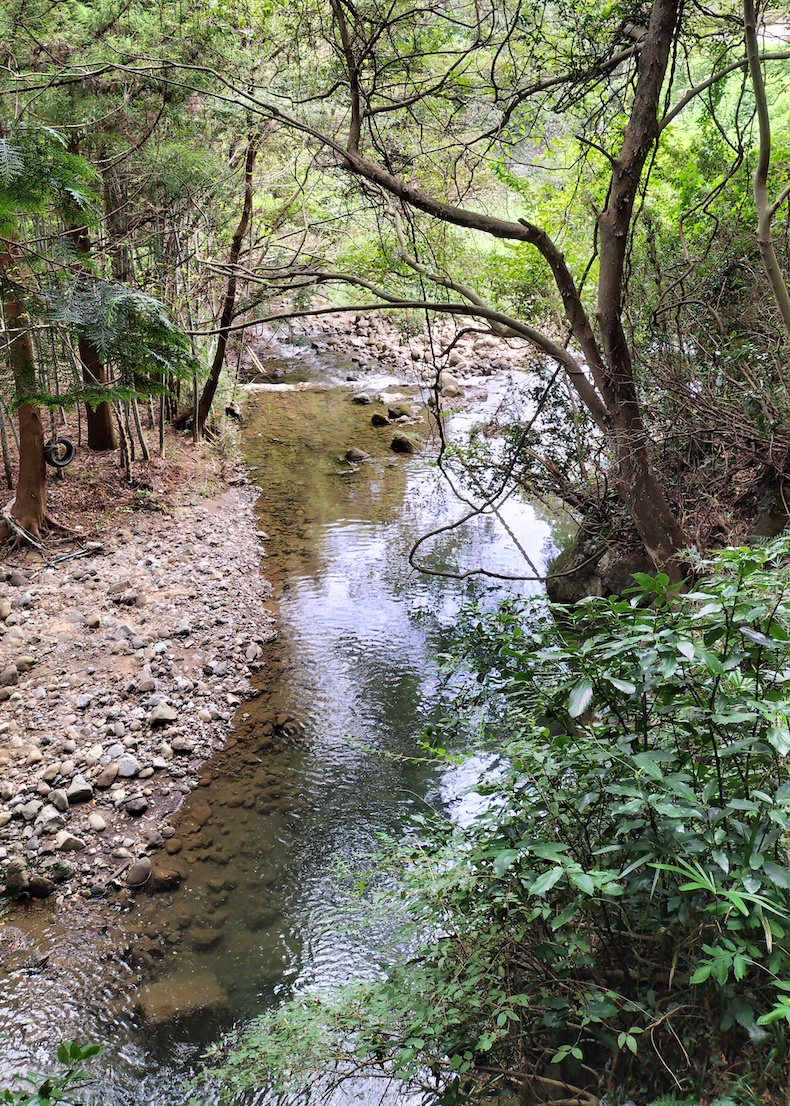
東名高速道路の下を潜る波多打川（標高22m・2022年9月撮影）
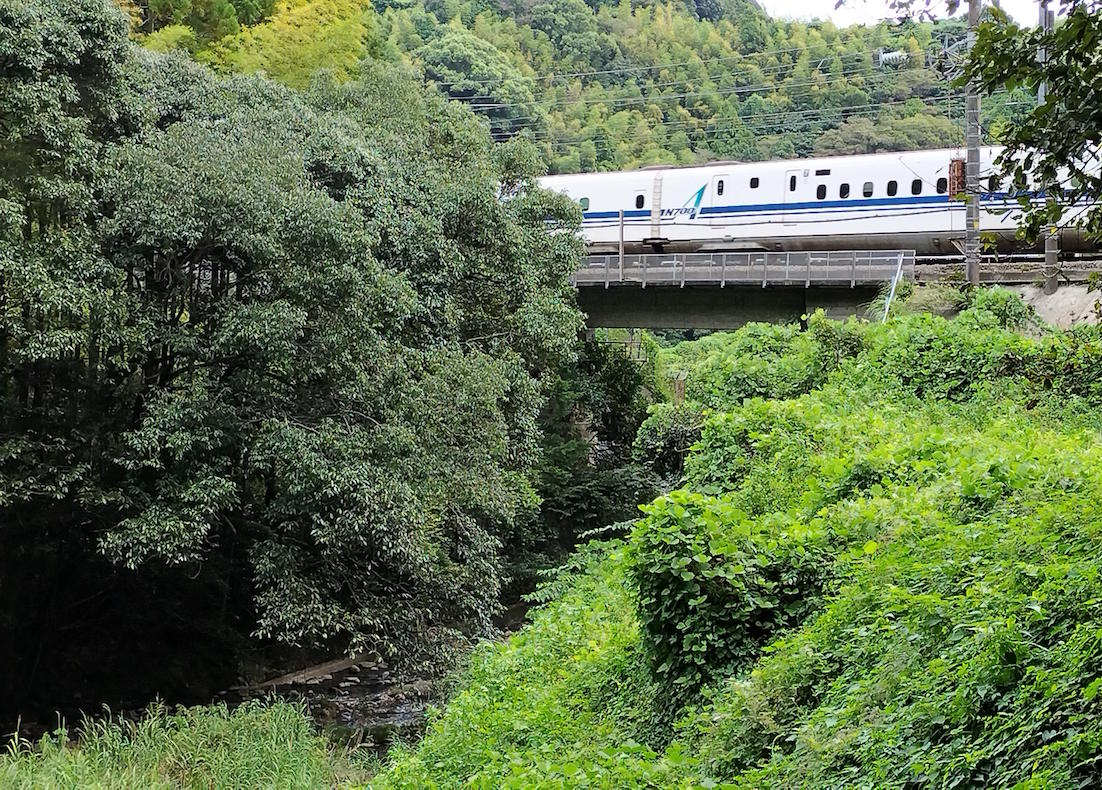
JR東海道新幹線の下を潜る波多打川（標高19m・2022年9月撮影）
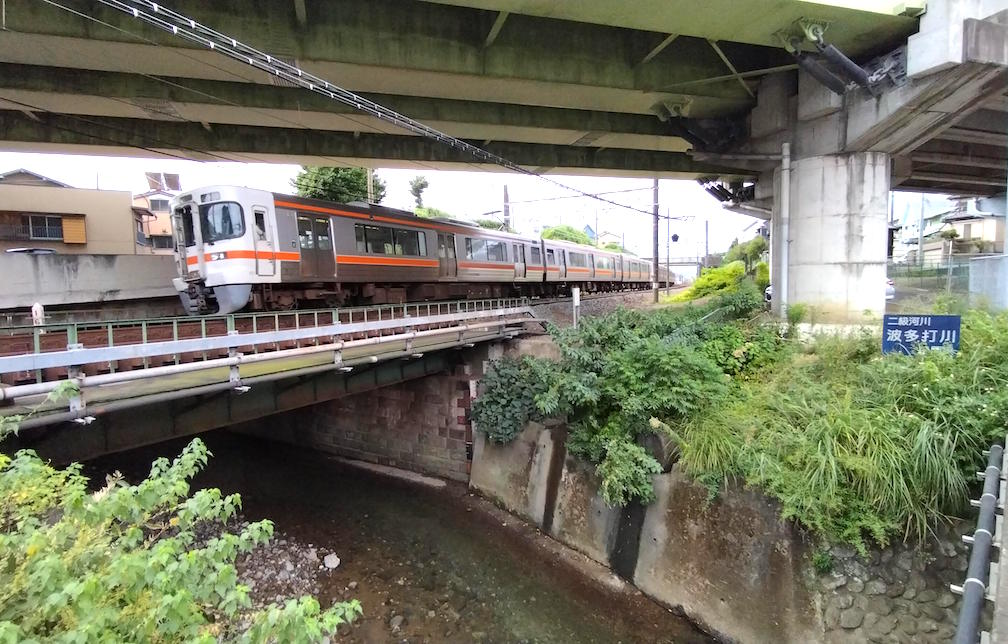
JR東海道本線の下を潜る波多打川（標高4m・2022年9月撮影）
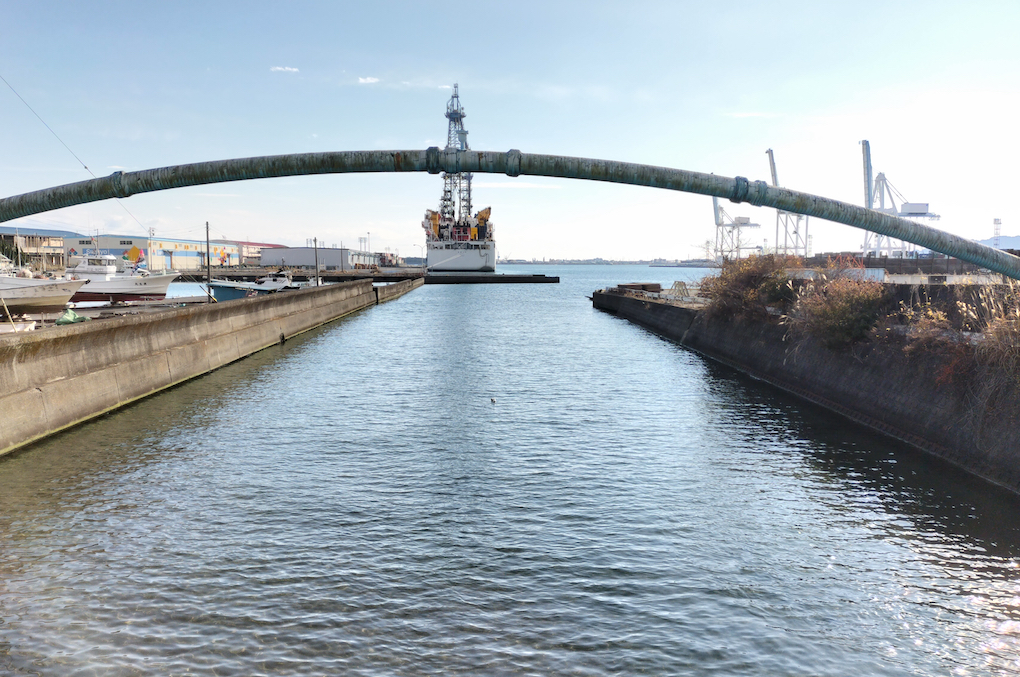
波多打川河口（標高2m・2022年9月撮影）

## 流域の施設
中部電力パワーグリッド東清水変電所：50Hzと60Hzの交流電力を相互に変換する施設。
広瀬の小さな展望台：同変電所の脇に設けられた見晴らしの良い公園。
見顧の丘：昭和32年から平成7年まであった旧広瀬隧道の入り口に記念として作られた公園。現存する広瀬隧道のすぐ西側に位置する。波多打川沿いの道路が狭く崩れやすい為、どちらの隧道も地元民の生活道路として役立っている。
茂畑分校跡記念碑：大正13年から昭和35年まで（建物は平成27年まで）存在した庵原尋常高等小学校第三分教場（通称茂畑分校）の跡を示す記念碑。
広瀬天満宮：広瀬地区を見下ろす高台に神社として祀られている他、殉國碑・広瀬新生歌・広瀬音頭の碑も合わせて置かれている。
井上馨の像：晩年を清水区興津の別荘「長者荘」で過ごした政治家井上馨の像が、清水清見潟公園の一角に建てられている。
静岡市埋蔵文化財センター：前述の「長者荘」跡地に建てられた、埋蔵文化財の整理と保管を目的とする施設。

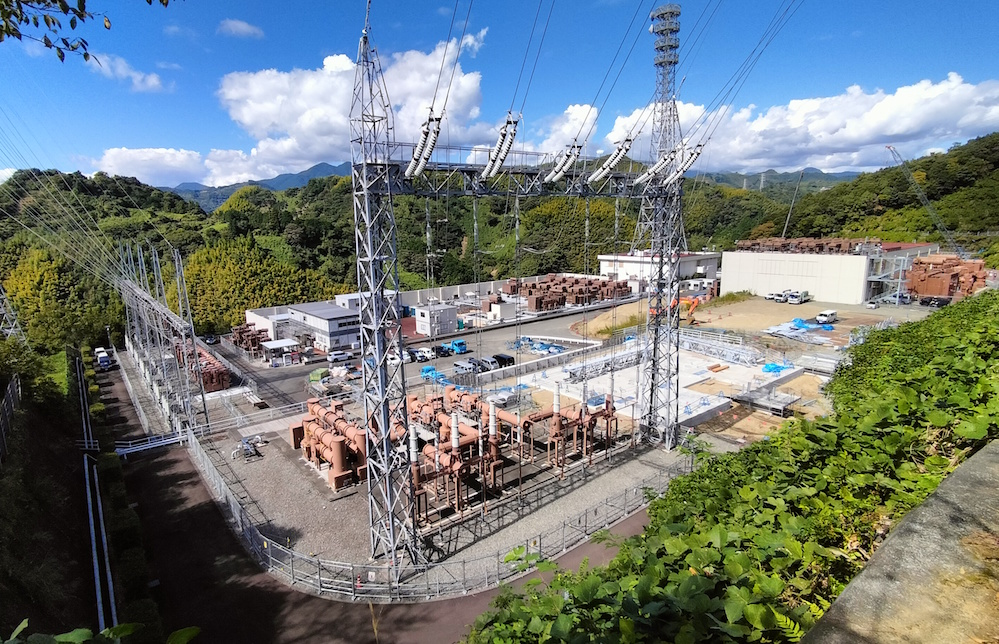
中部電力パワーグリッド（株）東清水変電所（標高112m・2022年10月撮影）
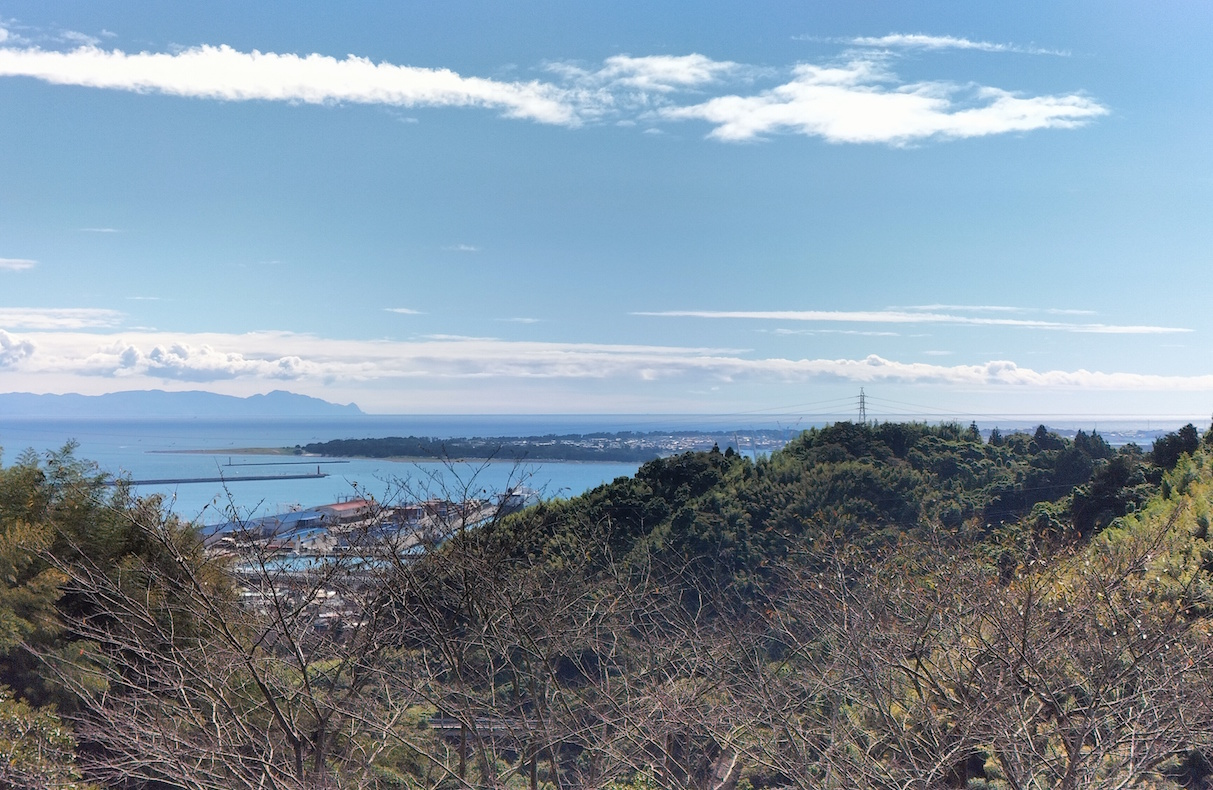
広瀬の小さな展望台からの景色（標高113m・2022年10月撮影）
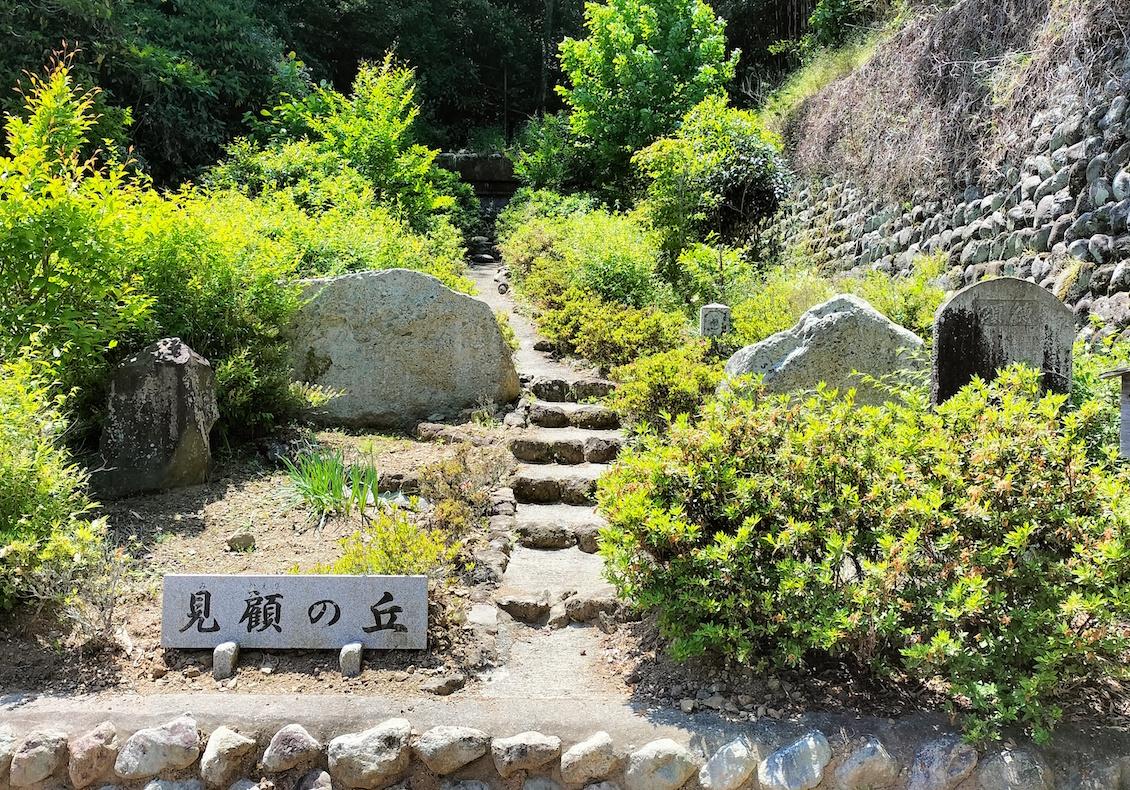
見顧の丘（標高36m・2023年5月撮影）
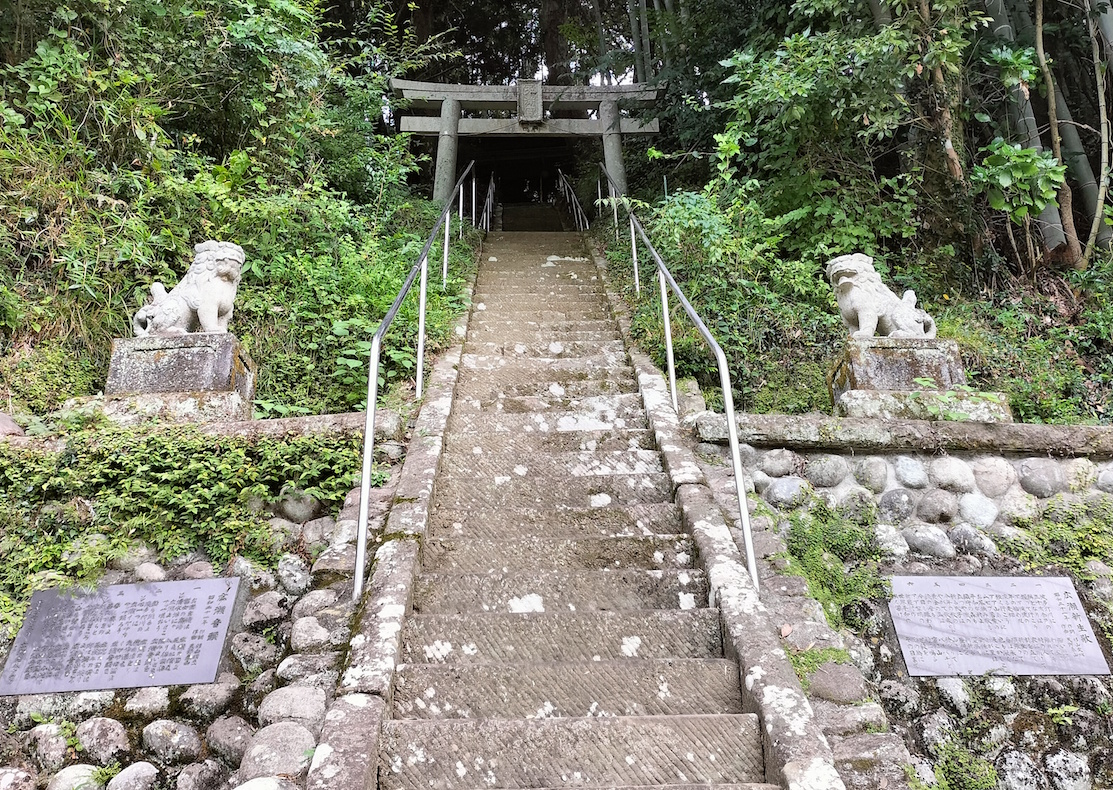
広瀬天満宮入り口（標高44m・2022年9月撮影）
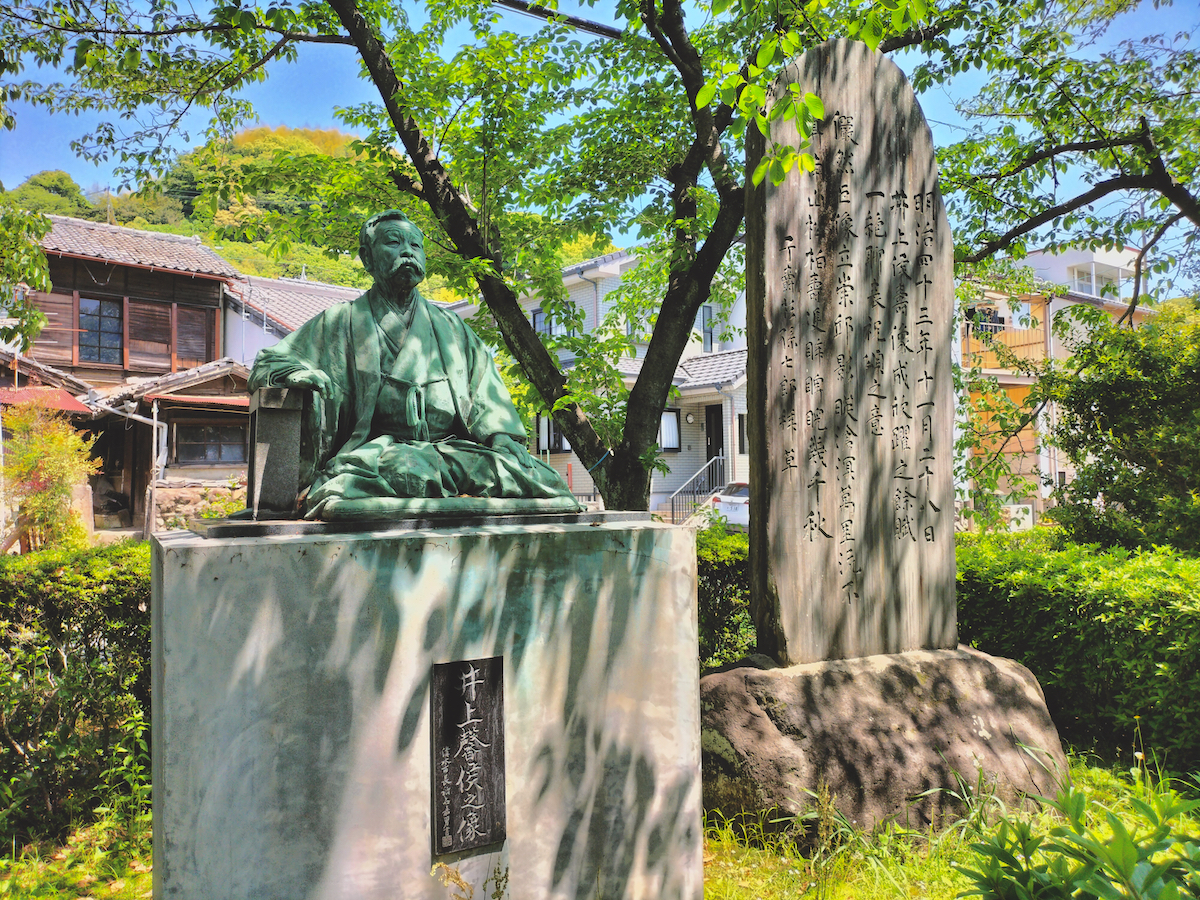
井上馨の像（標高3m・2023年5月撮影）
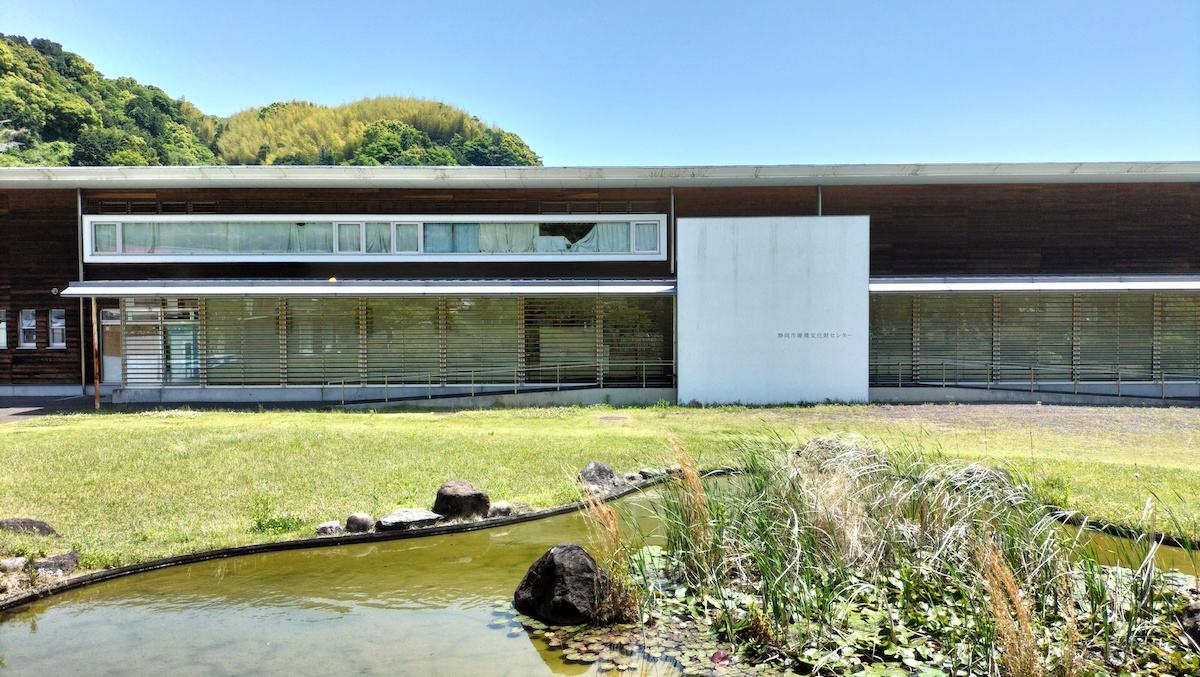
静岡市埋蔵文化財センター（標高10m・2023年5月撮影）